# Mary Pickford
Mary Pickford (nascida Gladys Marie Smith; Toronto, 8 de abril de 1892 — Santa Mônica, 29 de maio de 1979) foi uma atriz e produtora estadunidense, nascida no Canadá. Conhecido como a "Queridinha da América", "Pequena Mary" e "A moça com os cachos", ela foi uma das pioneiras do Canadá, no começo de Hollywood, e uma figura importante no desenvolvimento dos filme de ação.

## Biografia

### Carreira

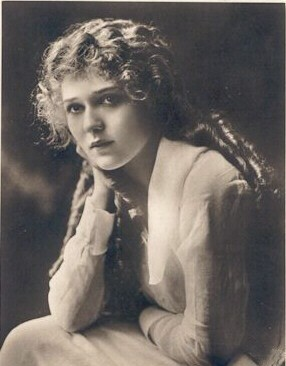
Mary Pickford

A atriz foi lançada no cinema americano por David Griffith, em 1909 depois de ter feito sucesso no teatro pelas mãos do diretor David Belasco. Se tornou em 1918 a atriz mais bem paga do cinema americano. Fez mais de 200 filmes, a maior parte deles ainda no cinema mudo.

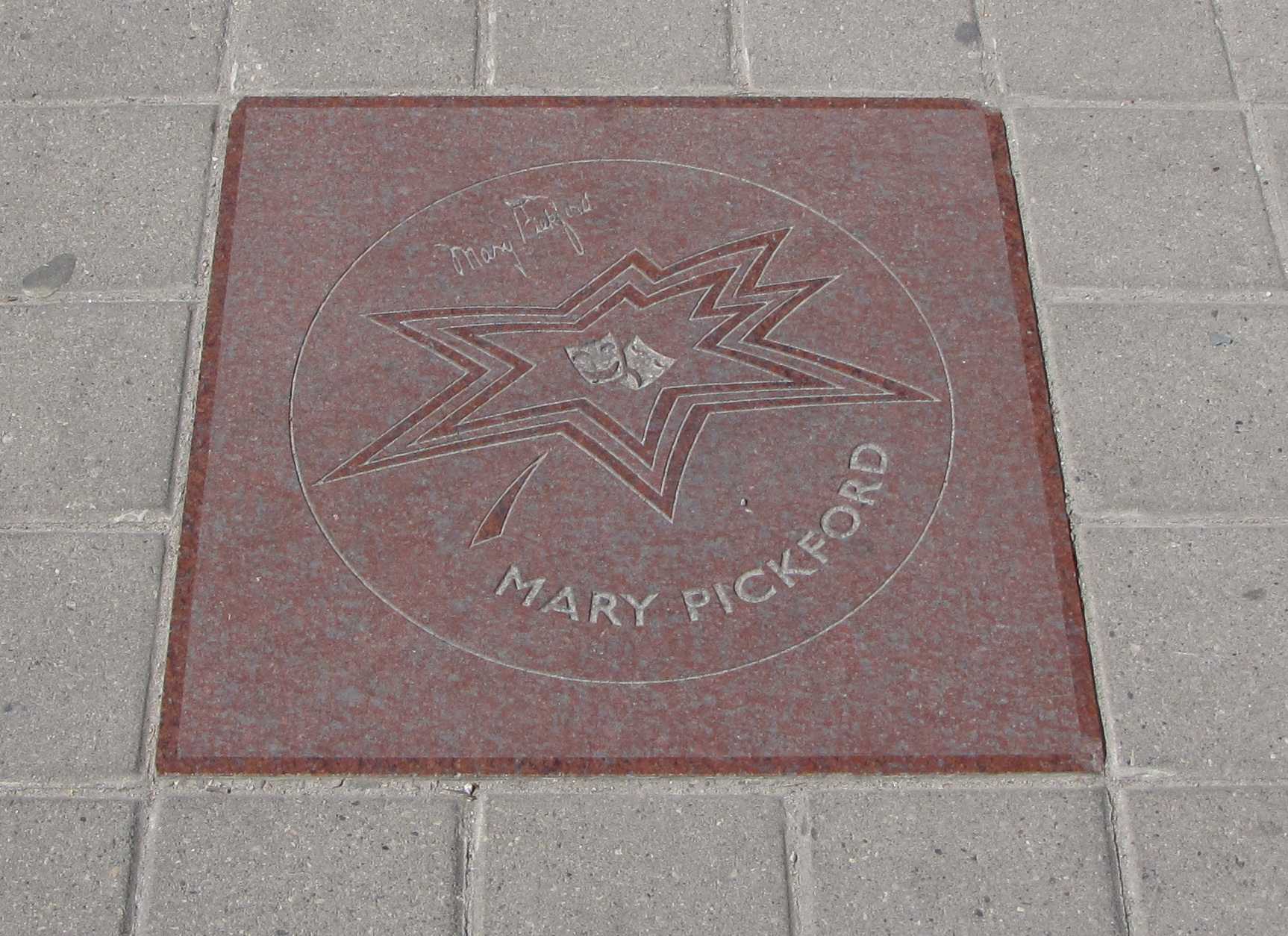
Estrela de Mary Pickford na Calçada da fama do Canadá.

Foi casada três vezes. Primeiro com o ator Owen Moore, um alcoólatra inveterado de quem se separou em 1918. No mesmo ano se casou com o ator Douglas Fairbanks e com ele formou um dos casais mais famosos do cinema. O casamento durou 18 anos e o casal junto com Charlie Chaplin e Griffith fundou a United Artists. Em 1937 realizou seu terceiro casamento, com o músico e ator Charles "Buddy" Rogers com quem viveu até morrer em 29 de maio de 1979, de hemorragia cerebral em Santa Monica, Califórnia.
Devido à sua fama internacional ter sido desencadeada por imagens em movimento, ela é uma figura de viragem na história das celebridades modernas. E como uma das artistas mais importantes do cinema mudo ela foi fundamental para moldar a indústria de Hollywood. Em consideração a suas contribuições ao cinema americano, o American Film Institute nomeou Pickford 24 entre as maiores estrelas de todos os tempos.
Co-fundadora do estúdio United Artists, ela ficou conhecida para o público como a "Queridinha dos Estados Unidos" ou a "Namoradinha da América". Uma das primeiras canadenses em Hollywood, ao longo dos anos se tornou uma famosa feminista. Foi a segunda atriz a ganhar o Oscar de Melhor Atriz Principal, em 1930, mostrando que continuaria famosa apesar da sonorização dos filmes.
No entanto, não foi exatamente isso que aconteceu. Mary Pickford parece ter subestimado muito o valor de adicionar som aos filmes. Ela disse certa vez: "Adicionando som a filmes seria como colocar batom no Vênus de Milo". Ela desempenhou uma imprudente socialite em Coquette (1929), um papel onde ela não tinha mais os famosos cachos, mas sim bobs; Pickford tinha cortado o cabelo dela, na sequência da morte de sua mãe em 1928. Os fãs ficaram chocados com a transformação. O cabelo de Pickford tinha se tornado um símbolo da força feminina na época, e o corte foi página de noticiário na primeira página do The New York Times e outros jornais. Embora Coquette tenha sido um sucesso e sua performance ganho um Prêmio Oscar na categoria de melhor atriz, o público não respondeu a ela nos anos que se seguiram.

### Últimos anos e morte
Depois de se aposentar das telas, Pickford desenvolveu alcoolismo, vício que deixava seu pai aflito. Havia outros alcoólicos em sua família incluindo seu primeiro marido, Owen Moore, sua mãe Charlotte, e seus irmãos mais novos, Lottie e Jack Pickford. Sua mãe, Charlotte, morreu de câncer de mama em março de 1928, após várias operações. Dentro de alguns anos, Lottie e Jack morreram de causas relacionadas com o álcool. Estas mortes, seu divórcio de Fairbanks, e o fim do cinema mudo, deixaram Pickford profundamente deprimida. Seu relacionamento com seus filhos adotivos, Roxanne e Ronald, foi turbulento na melhor das hipóteses. Pickford gradualmente se tornou  reclusa, mantendo-se quase inteiramente em Pickfair, a mansão onde morava em Beverly Hills. Permitindo visitas apenas de Lillian Gish, seu enteado Douglas Fairbanks, Jr., e um seleto de poucos pessoas. Em meados dos anos 1960, muitas vezes ela recebia visitantes apenas por telefone, falando-lhes de seu quarto. Na sala de estar da Pickfair havia um retrato de Mary Pickford, pintado no auge de sua fama, enfatizando sua beleza feminina e seus cachos de ouro fiados, que hoje se encontra na Biblioteca do Congresso.
Mary Pickford morreu de hemorragia cerebral em 29 de maio de 1979, e foi sepultada no Forest Lawn Memorial Park em Glendale, Califórnia. Foi enterrada ao lado de sua mãe Charlotte, seus irmãos Lottie e Jack Pickford.

## Prêmios
- Oscar
- 1930 - Melhor Atriz Principal por Coquette
- 1976 - Prêmio Oscar Honorário em reconhecimento de suas contribuições à indústria e ao desenvolvimento artístico dos filmes.

## Filmografia

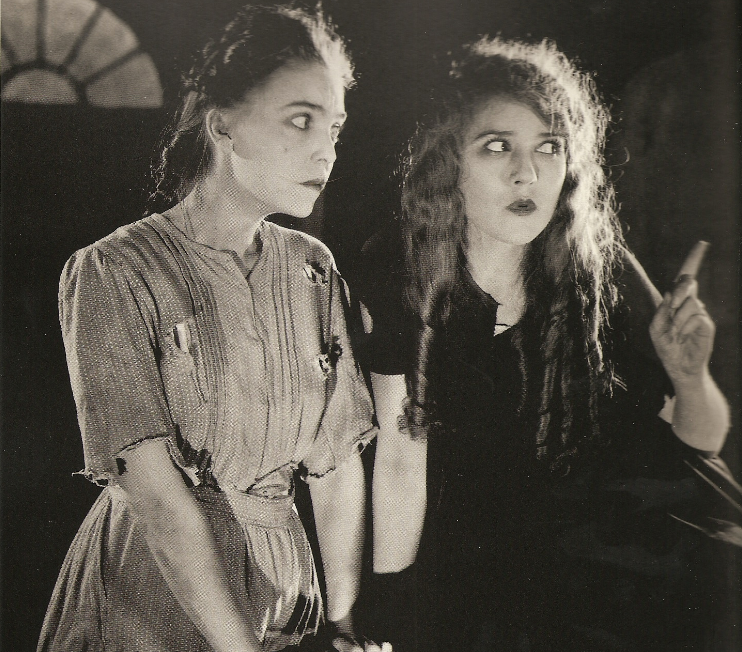
Pickford em "The Little Princess" (1917).

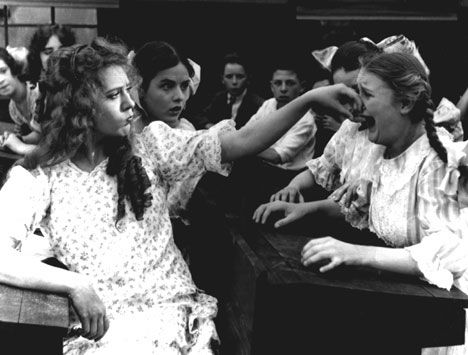
Pickford em "Rebecca of Sunnybrook Farm" (1917).

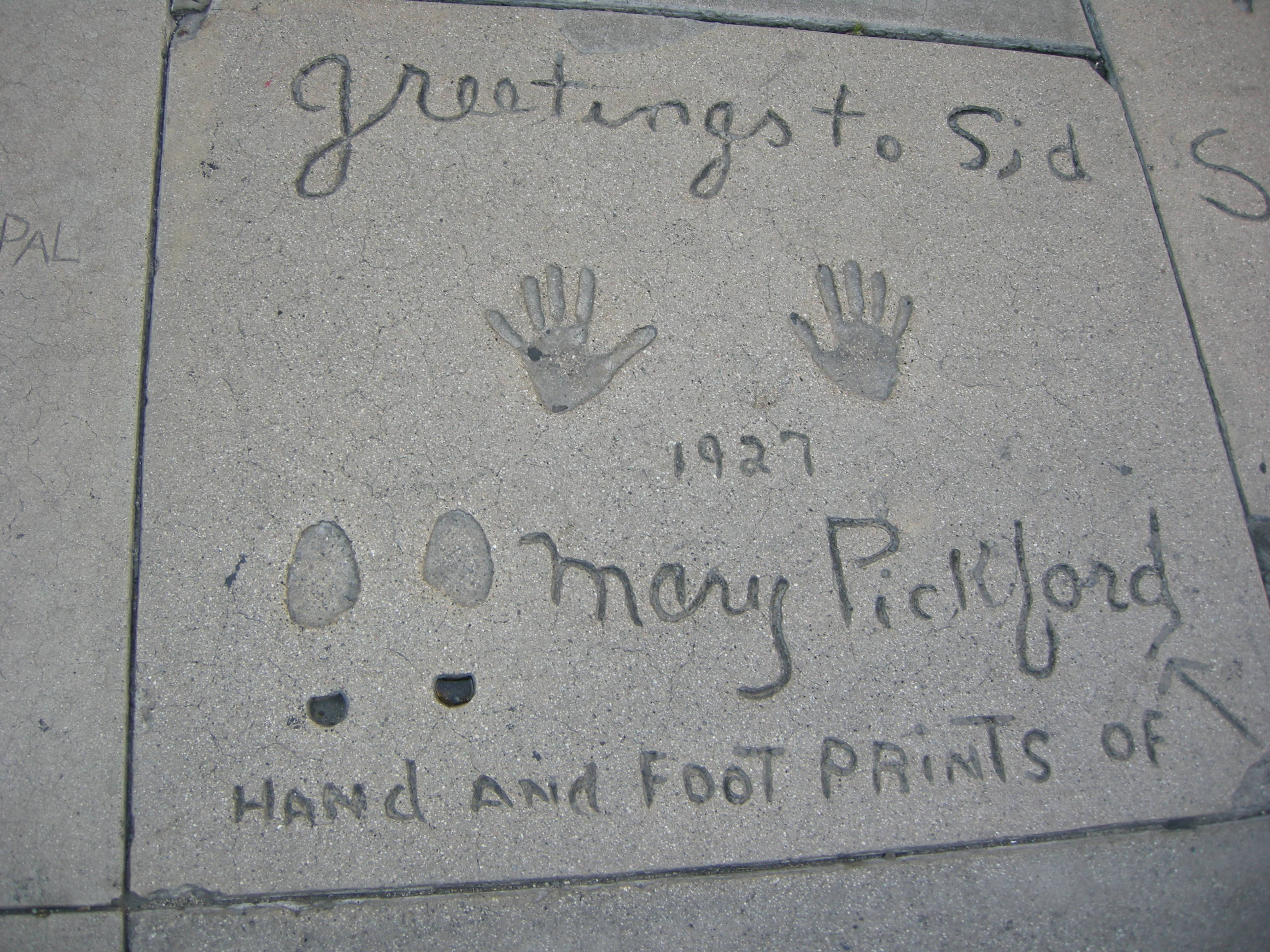
Impressões de Mary Pickford na Calçada da Fama

| - Secrets (1933) - Kiki (1931) .... Kiki - Forever Yours (1930) - The Taming of the Shrew (1929) - Coquette (1929) - The Gaucho (1927) - My Best Girl (1927) - Sparrows (1926) - The Black Pirate (1926) - Ben-Hur: A Tale of the Christ (1925) - Little Annie Rooney (1925) - Dorothy Vernon of Haddon Hall (1924) - Rosita (1923) - Tess of the Storm Country (1922) - Little Lord Fauntleroy (1921) - Through the Back Door (1921) - The Nut (1921/I) (uncredited) - The Love Light (1921) - Suds (1920) - Pollyanna (1920) - Heart o' the Hills (1919) - The Hoodlum (1919) - Daddy-Long-Legs (1919) - Captain Kidd, Jr. (1919) - One Hundred Percent American (1918) - Johanna Enlists (1918) - How Could You, Jean? (1918) - M'Liss (1918) - Amarilly of Clothes-Line Alley (1918) - Stella Maris (1918) - The Little Princess (1917) - Rebecca of Sunnybrook Farm (1917) - The Little American (1917) - A Romance of the Redwoods (1917) - The Poor Little Rich Girl (1917) - The Pride of the Clan (1917) - All-Star Production of Patriotic Episodes for the Second Liberty Loan (1917) - Less Than the Dust (1916) - Hulda from Holland (1916) - The Eternal Grind (1916) - Poor Little Peppina (1916) - The Foundling (1916) - Madame Butterfly (1915) - A Girl of Yesterday (1915) - Esmeralda (1915) - Rags (1915) - Little Pal (1915) - The Dawn of a Tomorrow (1915) - Fanchon, the Cricket (1915/I) - Mistress Nell (1915) - Broken Hearts (1915) - The Foundling (1915) - Cinderella (1914) - Behind the Scenes (1914) - Such a Little Queen (1914) - The Eagle's Mate (1914) - Tess of the Storm Country (1914) - A Good Little Devil (1914) - Hearts Adrift (1914) - Caprice (1913) - In the Bishop's Carriage (1913) - Fate (1913/I) - The Unwelcome Guest (1913) - The New York Hat (1912) - The Informer (1912) - My Baby (1912) - The One She Loved (1912) - A Feud in the Kentucky Hills (1912) - So Near, Yet So Far (1912) - Friends (1912) - A Pueblo Legend (1912) - A Pueblo Romance (1912) - With the Enemy's Help (1912) - The Inner Circle (1912) - A Child's Remorse (1912) - The Narrow Road (1912) - An Indian Summer (1912) - The School Teacher and the Waif (1912) - Lena and the Geese (1912) - Home Folks (1912) - A Beast at Bay (1912) - A Lodging for the Night (1912) - The Old Actor (1912) - Won by a Fish (1912) - Just Like a Woman (1912) - The Female of the Species (1912) - Fate's Interception (1912) - Iola's Promise (1912) - A Timely Repentance (1912) - A Siren of Impulse (1912) - The Mender of Nets (1912) - Honor Thy Father (1912/II) - Grannie (1912) - The Caddy's Dream (1911) - The Portrait (1911/I) - Little Red Riding Hood (1911/I) - Love Heeds Not Showers (1911) - The Courting of Mary (1911) - From the Bottom of the Sea (1911) - His Dress Shirt (1911) - The Aggressor (1911) - The Better Way (1911) - The Sentinel Asleep (1911) - 'Tween Two Loves (1911) - By the House That Jack Built (1911) - The Toss of a Coin (1911) - The Call of the Song (1911) - The Skating Bug (1911) - At a Quarter of Two (1911) - A Gasoline Engagement (1911) - For the Queen's Honor (1911) - In the Sultan's Garden (1911) - Behind the Stockade (1911) - Back to the Soil (1911) - The Lighthouse Keeper (1911) - The Master and the Man (1911) - For Her Brother's Sake (1911/I) - The Fair Dentist (1911) - The Temptress (1911/I) - Second Sight (1911) - As a Boy Dreams (1911) - The Stampede (1911/I) - Sweet Memories (1911) - In Old Madrid (1911) - The Fisher-Maid (1911) | - Conscience (1911) - The Message in the Bottle (1911) - A Decree of Destiny (1911) - A Manly Man (1911) - Artful Kate (1911) - Pictureland (1911) - The Convert (1911) - Her Darkest Hour (1911) - The Mirror (1911) - When the Cat's Away (1911) - At the Duke's Command (1911) - Three Sisters (1911) - Maid or Man (1911) - The Dream (1911) - The Italian Barber (1911) - Their First Misunderstanding (1911) - When a Man Loves (1911) - The Daddy's Dream (1911) - A Dog's Tale (1911) - How Mary Fixed It (1911) - Science (1911) - Little Nell's Tobacco (1910) - White Roses (1910) - A Child's Stratagem (1910) - A Plain Song (1910) - The Song of the Wildwood Flute (1910) - Sunshine Sue (1910) - Simple Charity (1910) - Waiter No. 5 (1910) - A Lucky Toothache (1910) - The Masher (1910) - That Chink at Golden Gulch (1910) - A Gold Necklace (1910) - The Iconoclast (1910) - Examination Day at School (1910) - A Summer Tragedy (1910) - Little Angels of Luck (1910) - Muggsy Becomes a Hero (1910) - Wilful Peggy (1910) - The Sorrows of the Unfaithful (1910) - When We Were in Our Teens (1910) - The Usurer (1910/I) - An Arcadian Maid (1910) - The Call to Arms (1910) - Serious Sixteen (1910) - A Flash of Light (1910) - What the Daisy Said (1910) (uncredited) - Muggsy's First Sweetheart (1910) - A Child's Impulse (1910) - May and December (1910) - Never Again (1910/I) - The Face at the Window (1910) - A Victim of Jealousy (1910) - In the Season of Buds (1910) - Ramona (1910) - An Affair of Hearts (1910) - Love Among the Roses (1910) - The Unchanging Sea (1910) - The Kid (1910) - A Romance of the Western Hills (1910) - A Rich Revenge (1910) - As It Is in Life (1910) - The Two Brothers (1910) - His Last Dollar (1910) - The Smoker (1910) - The Twisted Trail (1910) - The Thread of Destiny (1910) - The Newlyweds (1910) - The Englishman and the Girl (1910) - The Woman from Mellon's (1910) - The Call (1910) - All on Account of the Milk (1910) - To Save Her Soul (1909) - The Test (1909) - The Trick That Failed (1909) - The Mountaineer's Honor (1909) - A Midnight Adventure (1909) - A Sweet Revenge (1909) - The Light That Came (1909) - The Restoration (1909) - The Gibson Goddess (1909) - What's Your Hurry? (1909) - Lines of White on a Sullen Sea (1909) - In the Watches of the Night (1909) - His Lost Love (1909) - The Little Teacher (1909) - The Awakening (1909) - Wanted, a Child (1909) - In Old Kentucky (1909) - The Broken Locket (1909) - The Children's Friend (1909) - Getting Even (1909) - The Hessian Renegades (1909) - The Little Darling (1909) - The Sealed Room (1909) - Oh, Uncle! (1909) - The Seventh Day (1909) - The Indian Runner's Romance (1909) - His Wife's Visitor (1909) - They Would Elope (1909) - A Strange Meeting (1909) - The Slave (1909) - Sweet and Twenty (1909) - The Renunciation (1909) - Tender Hearts (1909) - The Cardinal's Conspiracy (1909) - The Country Doctor (1909) - The Necklace (1909) - The Way of Man (1909) - The Mexican Sweethearts (1909) - The Peachbasket Hat (1909) - The Faded Lilies (1909) - Her First Biscuits (1909) - The Son's Return (1909) - The Lonely Villa (1909) - The Violin Maker of Cremona (1909/I) - What Drink Did (1909) - His Duty (1909) - Two Memories (1909) - The Drive for a Life (1909) - The Deception (1909) - The Fascinating Mrs. Francis (1909) - Mrs. Jones Entertains (1909) - The Heart of an Outlaw (1909) |